# Светско првенство у атлетици на отвореном 2005 — 1.500 метара за жене
Такмичење у трци на 1.500 метара у женској конкуренцији на јубиларном 10. Светском првенству у атлетици 2005. у Хелсинкију одржана је 12. и 14. августа на Олимпијском стадиону.
Титулу освојену у Паризу 2003. одбранила је Татјана Томашова из Русије.

## Земље учеснице
Учествовале су 29 атлетичарки из 21 земље.
1. Алжир (1)
2. Бахреин (1)
3. Белорусија (1)
4. Бугарска (1)
5. Грчка (1)
6. Етиопија (2)
7. Зеленортска Острва (1)
8. Италија (1)
9. Канада (1)
10. Кенија (1)
11. Литванија (1)
12. Норвешка (1)
13. Пољска (2)
14. Румунија (1)
15. Русија (4)
16. САД (1)
17. Уједињено Краљевство (1)
18. Украјина (1)
19. Финска (1)
20. Француска (3)
21. Шпанија (2)

## Освајачи медаља
| Освајачи медаља  |               |              |  |  |  |  |
|                  |               |              |  |  |  |  |
|                  |               |              |  |  |  |  |
|                  |               |              |  |  |  |  |
| Татјана Томашова | Олга Јегорова | Букра Гезјел |  |  |  |  |
| Русија           | Русија        | Француска    |  |  |  |  |

## Рекорди пре почетка првенства
Списак рекорда у трци на 1.500 метара пре почетка светског првенства 6. августа 2005. године:
| Рекорди пре почетка Светског првенства 2005. | Рекорди пре почетка Светског првенства 2005. | Рекорди пре почетка Светског првенства 2005. | Рекорди пре почетка Светског првенства 2005. | Рекорди пре почетка Светског првенства 2005. | Рекорди пре почетка Светског првенства 2005. |
| -------------------------------------------- | -------------------------------------------- | -------------------------------------------- | -------------------------------------------- | -------------------------------------------- | -------------------------------------------- |
| Олимпијски рекорди                           | Паула Иван                                   | Русија                                       | 3:53,96                                      | Сеул, Јужна Кореја                           | 1. октобар 1988.                             |
| Светски рекорд                               | Ћу Јунсја                                    | Кина                                         | 3:50,46                                      | Пекинг, Кина                                 | 11. септембар 1993.                          |
| Рекорд светских првенстава                   | Татјана Томашова                             | Русија                                       | 3:58,52                                      | Париз, Француска                             | 31. август 2003.                             |
| Најбољи светски резултат сезоне              | Суреја Ајхан                                 | Турска                                       | 3:55,60                                      | Цирих, Швајцарска                            | 15. август 2003.                             |
| Европски рекорд                              | Татјана Казанкина                            | Русија                                       | 3:52,47                                      | Цирих, Швајцарска                            | 13. август 1980.                             |
| Северноамерички рекорд                       | Мери Сланеј                                  | Сједињене Државе                             | 3:57,12                                      | Стокхолм, Шведска                            | 25. јул 1983.                                |
| Јужноамерички рекорд                         | Летитија Врисде                              | Суринам                                      | 4:05,67                                      | Токио, Јапан                                 | 31. август 1991.                             |
| Афрички рекорд                               | Хасиба Булмерка                              | Алжир                                        | 3:55,30                                      | Барселона, Шпанија                           | 8. август 1992.                              |
| Азијски рекорд                               | Ћу Јунсја                                    | Кина                                         | 3:50,46                                      | Пекинг, Кина                                 | 11. септембар 1993.                          |
| Океанијски рекорд                            | Маргарет Кроули                              | Аустралија                                   | 4:01,34                                      | Осло, Шведска                                | 5. јул 1996.                                 |

### Најбољи резултати у 2005. години
Десет најбољих атлетичарки у трчању на 1.500 метара пре почетка првенства (6. августа 2005), имале су следећи пласман.
| 1.  | Јулија Чиженко      | Русија     | 3:58,68 | 13. јул |
| 2.  | Марјам Јусуф Џамал  | Бахреин    | 3:59,13 | 14. јун |
| 3.  | Олга Јегорова       | Русија     | 3:59,47 | 25. јун |
| 4.  | Елена Соболева      | Русија     | 4:01,14 | 13. јул |
| 5.  | Букра Гезјел        | Француска  | 4:01,90 | 14. јун |
| 6.  | Алесија Турова      | Белорусија | 4:02,21 | 14. јун |
| 7.  | Ненси Џебет Лангат  | Кенија     | 4:02,31 | 14. јун |
| 8.  | Јелена Каналес      | Русија     | 4:02,66 | 13. јул |
| 9.  | Наталија Евдокимова | Русија     | 4:02,75 | 5. јул  |
| 10. | Олесја Чумакова     | Русија     | 4:02,90 | 10. јун |

Такмичарке чија су имена подебљана учествовале су на СП 2005.

## Сатница
| Датум            | Време | Коло          |
| ---------------- | ----- | ------------- |
| 12. август 2005. | 20:15 | Квалификације |
| 14. август 2005. | 19:55 | Финале        |

Времена су дата према локалном времену UTC +1

## Резултати

### Квалификације
Такмичење је одржано 12. августа 2005. године. У квалификацијама су учествовале 29 такмичарки подељене у 2 групе. Пласман у финале изборила су по 5 најбрже атлетичарке из сваке групе (КВ) и 2 атлетичарке са најбољим резултатом (кв).,,
Почетак такмичења: група 1 у 20:15, група 2 у 20:24 по локалном времену.
| Пласман | Група | Атлетичарка          | Земља                | ЛР      | ЛРС      | Резултат | Белешке |
| ------- | ----- | -------------------- | -------------------- | ------- | -------- | -------- | ------- |
| 1.      | 2     | Јулија Фоменко       | Русија               | 3:58,68 | 3:58,68  | 4:07,26  | КВ      |
| 2.      | 2     | Гелете Бурка         | Етиопија             | 4:04,97 | 4:04,97  | 4:07,35  | КВ      |
| 3.      | 2     | Елена Соболева       | Русија               | 4:01,14 | 4:01,14  | 4:07,69  | КВ      |
| 4.      | 2     | Букра Гезјел         | Француска            | 4:01,90 | 4:01,90  | 4:07,87  | КВ      |
| 5.      | 2     | Кармен Думе-Усар     | Канада               | 4:02,31 | 4:04,35  | 4:08,73  | КВ      |
| 6.      | 2     | Ирина Краковиак      | Литванија            | 4:03,19 | 4:03,19  | 4:09,11  | кв      |
| 7.      | 2     | Хелен Клидеро        | Уједињено Краљевство | 4:01,10 | 4:05,74  | 4:09,13  | кв      |
| 8.      | 2     | Виолета Франкијевич  | Пољска               | 4:03,09 | 4:03,68  | 4:09,90  |         |
| 9.      | 1     | Марјам Јусуф Џамал   | Бахреин              | 3:59,13 | 3:59,13  | 4:10,58  | КВ      |
| 10.     | 1     | Татјана Томашова     | Русија               | 3:58,12 | 4:04,64  | 4:10,74  | КВ      |
| 11.     | 1     | Ана Јакубчак Павелец | Пољска               | 4:00,15 | 4:05,76  | 4:11,28  | КВ      |
| 12.     | 1     | Олга Јегорова        | Русија               | 3:59,47 | 3:59,47  | 4:11,64  | КВ      |
| 13.     | 2     | Данијела Јорданова   | Бугарска             | 3:59,10 |          | 4:11,64  |         |
| 14.     | 1     | Наталија Родригез    | Шпанија              | 4:01,30 | 4:07,36  | 4:11,82  | КВ      |
| 15.     | 1     | Hind Déhiba Chahyd   | Француска            | 4:03,05 | 4:03,05  | 4:12,23  |         |
| 16.     | 2     | Корина Думбравеан    | Румунија             | 4:04,56 | 4:04,56  | 4:12,35  |         |
| 17.     | 2     | Марија Мартинс       | Француска            | 4:04,55 | 4:05,79  | 4:14,12  |         |
| 18.     | 1     | Алесија Турава       | Белорусија           | 3:59,89 | 4:02,21  | 4:14,21  |         |
| 19.     | 2     | Нурија Фернандез     | Шпанија              | 4:03,57 | 4:07,57  | 4:14,45  |         |
| 20.     | 1     | Елеонора Берланда    | Италија              | 4:07,54 | 4:07,54  | 4:14,54  |         |
| 21.     | 1     | Констадина Ефедаки   | Грчка                | 4:05,63 | 4:08,73д | 4:15,00  |         |
| 22.     | 2     | Јохана Лехтинен      | Финска               | 4:06,85 | 4:06,85  | 4:15,44  |         |
| 23.     | 1     | Нели Непорадна       | Украјина             | 4:03,73 | 4:03,73  | 4:15,46  |         |
| 24.     | 1     | Ненси Џебет Лангата  | Кенија               | 4:02,31 | 4:02,31  | 4:16,13  |         |
| 25.     | 1     | Трениере Мосер       | САД                  | 4:05,77 | 4:05,77  | 4:16,51  |         |
| 26.     | 2     | Трине Пилског        | Норвешка             | 4:05,75 | 4:07,76  | 4:18,63  |         |
| 27.     | 1     | Меставот Тадес       | Етиопија             | 4:04,95 | 4:04,95  | 4:20,20  |         |
| 28.     | 2     | Соња Лопез           | Зеленортска Острва   | 4:37,81 | 4:40,8   | 4:51,29  |         |
|         | 1     | Нахида Туами         | Алжир                | 4:05,25 | 4:17,46  | НС       |         |

### Финале
Такмичење је одржано 14. августа у 19:55 по локалном времену.,
| Пласман | Атлетичарка          | Земља                | Резултат | Белешке |
| ------- | -------------------- | -------------------- | -------- | ------- |
|         | Татјана Томашова     | Русија               | 4:00,35  | ЛРС     |
|         | Олга Јегорова        | Русија               | 4:01,46  |         |
|         | Букра Гезјел         | Француска            | 4:02,45  |         |
| 4.      | Елена Соболева       | Русија               | 4:02,48  |         |
| 5.      | Марјам Јусуф Џамал   | Бахреин              | 4:02,49  |         |
| 6.      | Наталија Родригез    | Шпанија              | 4:03,06  | ЛРС     |
| 7.      | Ана Јакубчак Павелец | Пољска               | 4:03,38  | ЛРС     |
| 8.      | Гелете Бурка         | Етиопија             | 4:04,77  |         |
| 9.      | Кармен Думе-Усар     | Канада               | 4:05,08  |         |
| 10.     | Хелен Клидеро        | Уједињено Краљевство | 4:05,19  | ЛРС     |
| 11.     | Ирина Краковиак      | Литванија            | 4:08,18  |         |
|         | Јулија Фоменко       | Русија               | Диск.    |         |